# 綿引紳郎
綿引 紳郎（わたひき しんろう、1915年3月12日 - 2017年5月2日）は、日本の法学者。元国士舘大学長。元学校法人国士舘理事長。

## 来歴
- 1915年3月12日、京都府生まれ。
- 松江高等学校、東京大学法学部卒業。1940年司法試験合格。
- 司法修習研修後、1972年7月宮崎地家裁判所長、1974年東京高裁判事、1981年福岡高等裁判所長官などを歴任。
- 1984年学校法人国士舘理事長、国士舘大学・同短期大学学長に就任。その後は第一東京弁護士会所属の弁護士となった。

## 著書
- 『犯罪者予防更生法解説』（大学書房、1949年）
- 『監獄法概論（逐条解説と改正の諸問題）』（有信堂、1950年）
- 『図解刑法（総・各論 実務と司法試験受験必携）』（高文社、1954年）
- 『監獄法概論（逐条解説と改正の諸問題）』（共著、有信堂、1955年）

| スタブアイコン | サブスタブ | この項目は、まだ閲覧者の調べものの参照としては役立たない、人物に関連した書きかけの項目です。この項目を加筆・訂正などしてくださる協力者を求めています（P:人物伝/PJ:人物伝）。 |